# Georg Propping

Georg Propping

Georg Carl Moritz Propping (* 20. Oktober 1837 in Oldenburg; † 15. April 1920 ebenda) war ein deutscher Bankdirektor und als Politiker Mitglied des Deutschen Reichstags (DFP).

## Leben
Propping war der Sohn des Tabakfabrikanten Johannes Carl Friedrich Propping (1793–1872) und dessen Frau Charlotte geb. König (1804–1880). Ab 1871 war er als Abgeordneter im oldenburgischen Stadtrat tätig und widmete er sich besonders dem Schulwesen.
Ab 1876 war er außerdem für die Oldenburgische Spar- & Leih-Bank tätig, so mit Unterbrechungen als Mitglied des Aufsichtsrats und Vorstands, ab 1910 schließlich durch die Bestellung zum Vorsitzenden des Aufsichtsrats.
Von 1888 bis 1918 war er Magistratsmitglied und u. a. langjähriger Verwalter des Klävemannstiftes sowie Mitglied im Nationalverein.
Von 1869 bis 1884 gehörte er dem Oldenburgischen Landtag an, der ihn 1876 zu seinem Vizepräsidenten wählte. Zwischen 1885 und 1887 war er Mitglied des Deutschen Reichstages für die Deutsche Freisinnige Partei und den Reichstagswahlkreis Großherzogtum Oldenburg 1 Stadt Oldenburg. Nach dem Ersten Weltkrieg schloss er sich der neugegründeten Deutschen Demokratischen Partei (DDP) an, in der er wegen zunehmender Krankheiten aber nicht mehr aktiv als Amtsträger hervortrat.
Vor allem ist Proppings Name aber mit der Geschichte des Turnens in Oldenburg verbunden. Er wurde volkstümlich als Turnvater Oldenburgs bezeichnet und stand dem 1859 gegründeten Oldenburger Turnerbund von 1863 bis 1919 als Sprecher vor. Den Turnerbund versorgte er mit großzügigen Schenkungen und war darüber hinaus 30 Jahre lang Vorsitzender der regionalen Turn-Organisation Oldenburger Turngau.
In Oldenburg ist die Proppingstraße nach ihm benannt.

## Familie
Propping war verheiratet mit Friederike geb. Sprenger (1841–1896), der Tochter des Jeverschen Apothekers Anton Friedrich Wilhelm Sprenger und der Friederike Wilhelmine geb. Jaritz.